# Liv AlUla Jayco
El Liv AlUla Jayco (codi UCI: LAJ) és un equip ciclista femení australià. Creat al 2012, té categoria UCI Women’s WorldTeam. És la secció femenina de l'equip Team Jayco AlUla. El 2024 l'equip es fusiona amb el Liv Racing Teqfind.

## Principals resultats
- A les proves de la Copa del món i de l'UCI Women's WorldTour:
  - Tour de Flandes femení: Judith Arndt  (2012)
  - Trofeu Alfredo Binda-Comune di Cittiglio: Emma Johansson (2014)
  - La Course by Le Tour de France: Annemiek van Vleuten (2017)
  - Boels Ladies Tour: Annemiek van Vleuten (2017)
- Altres:
  - Volta a Turíngia femenina: Judith Arndt  (2012), Emma Johansson (2013, 2015)
  - Emakumeen Euskal Bira: Judith Arndt  (2012), Emma Johansson (2013)

## Classificacions UCI

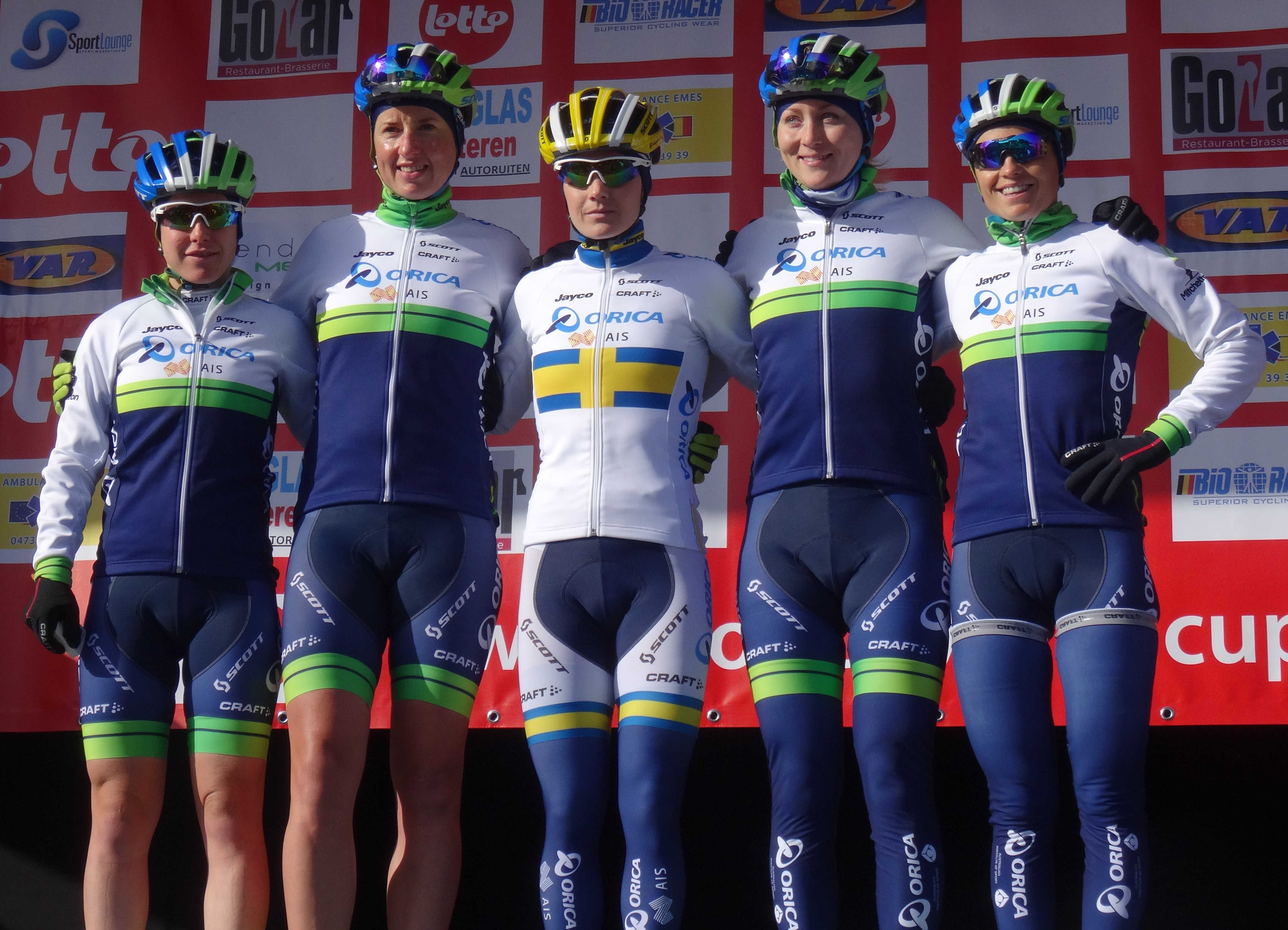
L'equip al 2015

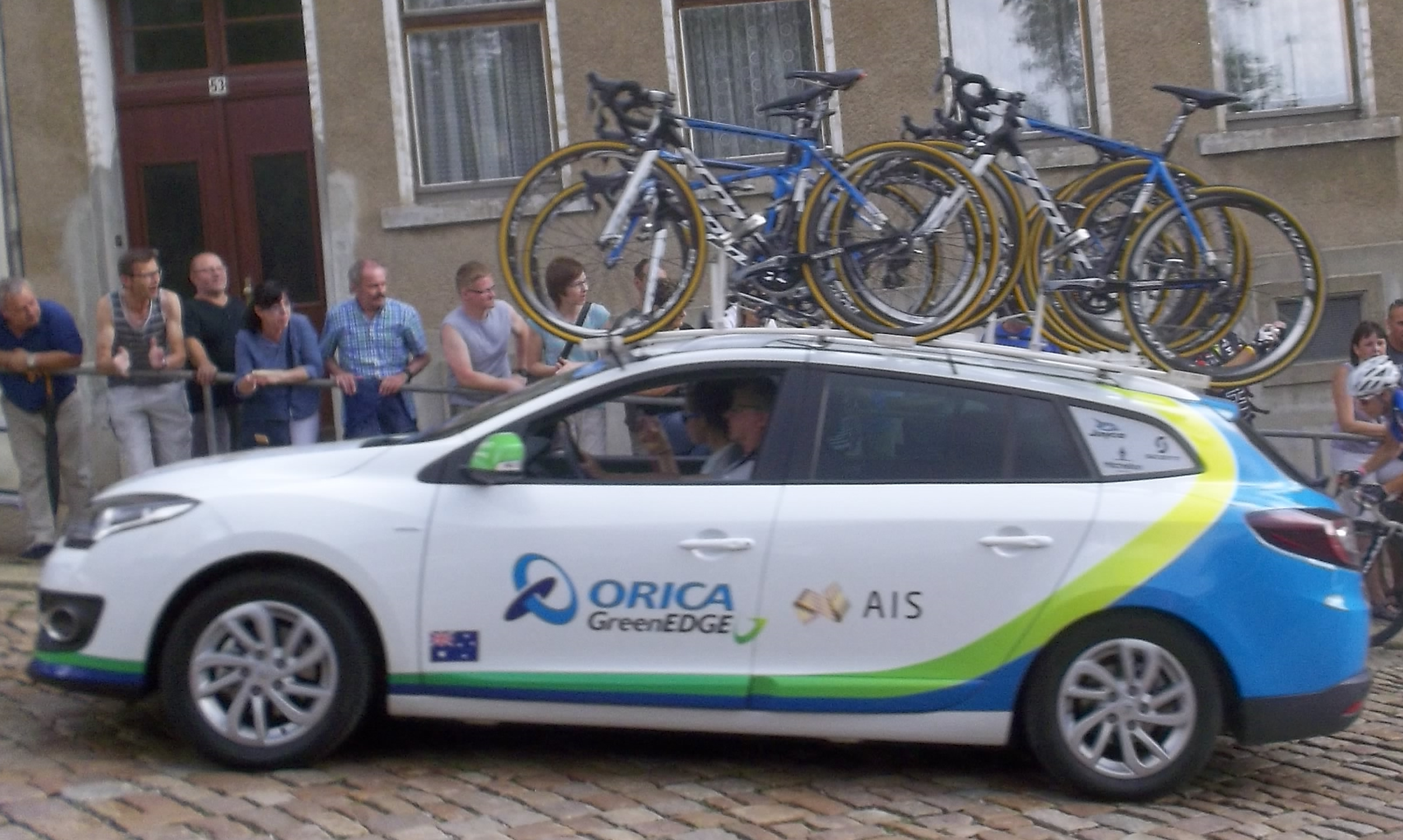
Vehicle de l'equip al 2015

Aquesta taula mostra la plaça de l'equip a la classificació de la Unió Ciclista Internacional a final de temporada i també la millor ciclista en la classificació individual de cada temporada.
| Rànquing UCI | Rànquing UCI     | Rànquing UCI                             | Rànquing UCI |
| Any          | Rànquing d'equip | Millor ciclista al rànquing              |              |
| ------------ | ---------------- | ---------------------------------------- | ------------ |
| 2012         | 3r               | Judith Arndt (2n)                        |              |
| 2013         | 1r               | Emma Johansson (1r)                      |              |
| 2014         | 4t               | Emma Johansson (2n)                      |              |
| 2015         | 6è               | Emma Johansson (4t)                      |              |
| 2016         | 6è               | Annemiek van Vleuten (13è)               |              |
| 2017         | 3r               | Annemiek van Vleuten (1r)                |              |
| 2018         | 2n               | Annemiek van Vleuten (1r)                |              |
| 2019         | 3r               | Annemiek van Vleuten (3r)                |              |
| 2020         | 3r               | Annemiek van Vleuten (3r)                |              |
| 2021         | 10è              | Grace Brown (14è)                        |              |
| 2022         | 9è               | Alexandra Manly (23è)                    |              |
| 2023         | 15è              | Ruby Roseman-Gannon (30è)                |              |
| 2024         | 9è               | Margarita Victoria García Cañellas (12è) |              |
|              |                  |                                          |              |
| Font: UCI    |                  |                                          |              |

Del 2012 al 2015 l'equip va participar en la Copa del món
| Copa del Món | Copa del Món     | Copa del Món                | Copa del Món |
| Any          | Rànquing d'equip | Millor ciclista al rànquing |              |
| ------------ | ---------------- | --------------------------- | ------------ |
| 2012         | 2n               | Judith Arndt (2n)           |              |
| 2013         | 2n               | Emma Johansson (2n)         |              |
| 2014         | 6è               | Emma Johansson (2n)         |              |
| 2015         | 6è               | Emma Johansson (12è)        |              |
|              |                  |                             |              |
| Font: UCI    |                  |                             |              |

A partir del 2016, l'UCI Women's WorldTour va substituir la copa del món
| UCI World Tour | UCI World Tour   | UCI World Tour                           | UCI World Tour |
| Any            | Rànquing d'equip | Millor ciclista al rànquing              |                |
| -------------- | ---------------- | ---------------------------------------- | -------------- |
| 2016           | 7è               | Annemiek van Vleuten (23è)               |                |
| 2017           | 4t               | Annemiek van Vleuten (2n)                |                |
| 2018           | 2n               | Annemiek van Vleuten (1r)                |                |
| 2019           | 4t               | Annemiek van Vleuten (2n)                |                |
| 2020           | 4t               | Annemiek van Vleuten (7è)                |                |
| 2021           | 10è              | Grace Brown (10è)                        |                |
| 2022           | 9è               | Alexandra Manly (22è)                    |                |
| 2023           | 9è               | Ruby Roseman-Gannon (27è)                |                |
| 2024           | 5è               | Margarita Victoria García Cañellas (19è) |                |
|                |                  |                                          |                |
| Font: UCI      |                  |                                          |                |

## Composició de l'equip
| \| Llista de l'equip 2025 \| Llista de l'equip 2025 \| Llista de l'equip 2025 \| Llista de l'equip 2025 \| \| Ciclista \| Data de naixement \| Equip previ \| \| \| ---------------------------------- \| ---------------------- \| ----------------------------------------------- \| ---------------------- \| \| Caroline Andersson \| 29 de juliol de 2001 \| Liv Racing TeqFind (2023) \| \| \| Georgia Baker \| 21 de setembre de 1994 \| TIS Racing (2018) \| \| \| Margarita Victoria García Cañellas \| 2 de gener de 1984 \| Liv Racing TeqFind (2023) \| \| \| Jeanne Korevaar \| 24 de setembre de 1996 \| Liv Racing TeqFind (2023) \| \| \| Amber Pate \| 21 de abril de 1995 \| \| \| \| Letizia Paternoster \| 22 de juliol de 1999 \| Trek-Segafredo (2022) \| \| \| Ruby Roseman-Gannon \| 8 de novembre de 1998 \| ARA-Pro Racing Sunshine Coast (2021) \| \| \| Silke Smulders \| 1 de abril de 2001 \| Liv Racing TeqFind (2023) \| \| \| Josie Talbot \| 9 de agost de 1996 \| Cofidis (2024) \| \| \| Quinty Ton \| 4 de agost de 1998 \| Liv Racing TeqFind (2023) \| \| \| Anna Trevisi \| 8 de maig de 1992 \| UAE Team ADQ (2023) \| \| \| Monica Trinca Colonel \| 21 de maig de 1999 \| Bepink-Bongioanni (2024) \| \| \| Amber van der Hulst \| 21 de setembre de 1999 \| Liv-AlUla-Jayco Women's Continental Team (2024) \| \| \| Ella Wyllie \| 1 de setembre de 2002 \| Lifeplus Wahoo (2023) \| \| \| \| \| \| \| \| Font: ProCyclingStats \| \| \| \| |                        |                                                 |  |
| Llista de l'equip 2025 |                        |                                                 |  |
| Ciclista | Data de naixement      | Equip previ                                     |  |
| Caroline Andersson | 29 de juliol de 2001   | Liv Racing TeqFind (2023)                       |  |
| Georgia Baker | 21 de setembre de 1994 | TIS Racing (2018)                               |  |
| Margarita Victoria García Cañellas | 2 de gener de 1984     | Liv Racing TeqFind (2023)                       |  |
| Jeanne Korevaar | 24 de setembre de 1996 | Liv Racing TeqFind (2023)                       |  |
| Amber Pate | 21 de abril de 1995    |                                                 |  |
| Letizia Paternoster | 22 de juliol de 1999   | Trek-Segafredo (2022)                           |  |
| Ruby Roseman-Gannon | 8 de novembre de 1998  | ARA-Pro Racing Sunshine Coast (2021)            |  |
| Silke Smulders | 1 de abril de 2001     | Liv Racing TeqFind (2023)                       |  |
| Josie Talbot | 9 de agost de 1996     | Cofidis (2024)                                  |  |
| Quinty Ton | 4 de agost de 1998     | Liv Racing TeqFind (2023)                       |  |
| Anna Trevisi | 8 de maig de 1992      | UAE Team ADQ (2023)                             |  |
| Monica Trinca Colonel | 21 de maig de 1999     | Bepink-Bongioanni (2024)                        |  |
| Amber van der Hulst | 21 de setembre de 1999 | Liv-AlUla-Jayco Women's Continental Team (2024) |  |
| Ella Wyllie | 1 de setembre de 2002  | Lifeplus Wahoo (2023)                           |  |
| |                        |                                                 |  |
| Font: ProCyclingStats |                        |                                                 |  |

| \| Llista de l'equip 2024 \| Llista de l'equip 2024 \| Llista de l'equip 2024 \| Llista de l'equip 2024 \| \| Ciclista \| Data de naixement \| Equip previ \| \| \| ---------------------------------- \| ---------------------- \| ------------------------------------ \| ---------------------- \| \| Caroline Andersson \| 29 de juliol de 2001 \| Liv Racing TeqFind (2023) \| \| \| Georgia Baker \| 21 de setembre de 1994 \| TIS Racing (2018) \| \| \| Teniel Campbell \| 23 de setembre de 1997 \| Valcar-Travel & Service (2020) \| \| \| Margarita Victoria García Cañellas \| 2 de gener de 1984 \| Liv Racing TeqFind (2023) \| \| \| Ingvild Gåskjenn \| 1 de juliol de 1998 \| Coop-Hitec Products (2022) \| \| \| Georgie Howe \| 3 de març de 1994 \| \| \| \| Jeanne Korevaar \| 24 de setembre de 1996 \| Liv Racing TeqFind (2023) \| \| \| Alexandra Manly \| 28 de febrer de 1996 \| \| \| \| Amber Pate \| 21 de abril de 1995 \| \| \| \| Letizia Paternoster \| 22 de juliol de 1999 \| Trek-Segafredo (2022) \| \| \| Ruby Roseman-Gannon \| 8 de novembre de 1998 \| ARA-Pro Racing Sunshine Coast (2021) \| \| \| Silke Smulders \| 1 de abril de 2001 \| Liv Racing TeqFind (2023) \| \| \| Quinty Ton \| 4 de agost de 1998 \| Liv Racing TeqFind (2023) \| \| \| Anna Trevisi \| 8 de maig de 1992 \| UAE Team ADQ (2023) \| \| \| Ella Wyllie \| 1 de setembre de 2002 \| Lifeplus Wahoo (2023) \| \| \| Urška Žigart \| 4 de desembre de 1996 \| Alé BTC Ljubljana (2020) \| \| \| \| \| \| \| \| Font: ProCyclingStats \| \| \| \| |                        |                                      |  |
| Llista de l'equip 2024 |                        |                                      |  |
| Ciclista | Data de naixement      | Equip previ                          |  |
| Caroline Andersson | 29 de juliol de 2001   | Liv Racing TeqFind (2023)            |  |
| Georgia Baker | 21 de setembre de 1994 | TIS Racing (2018)                    |  |
| Teniel Campbell | 23 de setembre de 1997 | Valcar-Travel & Service (2020)       |  |
| Margarita Victoria García Cañellas | 2 de gener de 1984     | Liv Racing TeqFind (2023)            |  |
| Ingvild Gåskjenn | 1 de juliol de 1998    | Coop-Hitec Products (2022)           |  |
| Georgie Howe | 3 de març de 1994      |                                      |  |
| Jeanne Korevaar | 24 de setembre de 1996 | Liv Racing TeqFind (2023)            |  |
| Alexandra Manly | 28 de febrer de 1996   |                                      |  |
| Amber Pate | 21 de abril de 1995    |                                      |  |
| Letizia Paternoster | 22 de juliol de 1999   | Trek-Segafredo (2022)                |  |
| Ruby Roseman-Gannon | 8 de novembre de 1998  | ARA-Pro Racing Sunshine Coast (2021) |  |
| Silke Smulders | 1 de abril de 2001     | Liv Racing TeqFind (2023)            |  |
| Quinty Ton | 4 de agost de 1998     | Liv Racing TeqFind (2023)            |  |
| Anna Trevisi | 8 de maig de 1992      | UAE Team ADQ (2023)                  |  |
| Ella Wyllie | 1 de setembre de 2002  | Lifeplus Wahoo (2023)                |  |
| Urška Žigart | 4 de desembre de 1996  | Alé BTC Ljubljana (2020)             |  |
| |                        |                                      |  |
| Font: ProCyclingStats |                        |                                      |  |

| \| Llista de l'equip 2023 \| Llista de l'equip 2023 \| Llista de l'equip 2023 \| Llista de l'equip 2023 \| \| Ciclista \| Data de naixement \| Equip previ \| \| \| ------------------------ \| ---------------------- \| ------------------------------------ \| ---------------------- \| \| Jessica Allen \| 17 de abril de 1993 \| High5 Dream Team (2016) \| \| \| Georgia Baker \| 21 de setembre de 1994 \| TIS Racing (2018) \| \| \| Teniel Campbell \| 23 de setembre de 1997 \| Valcar-Travel & Service (2020) \| \| \| Kristen Faulkner \| 18 de desembre de 1992 \| Tibco-Silicon Valley Bank (2021) \| \| \| Ingvild Gåskjenn \| 1 de juliol de 1998 \| Coop-Hitec Products (2022) \| \| \| Georgie Howe \| 3 de març de 1994 \| \| \| \| Nina Kessler \| 4 de juliol de 1988 \| Tibco-Silicon Valley Bank (2021) \| \| \| Alexandra Manly \| 28 de febrer de 1996 \| \| \| \| Amber Pate \| 21 de abril de 1995 \| \| \| \| Letizia Paternoster \| 22 de juliol de 1999 \| Trek-Segafredo (2022) \| \| \| Alyssa Polites \| 2 de febrer de 2003 \| \| \| \| Ruby Roseman-Gannon \| 8 de novembre de 1998 \| ARA-Pro Racing Sunshine Coast (2021) \| \| \| Ane Santesteban González \| 12 de desembre de 1990 \| Ceratizit-WNT Pro Cycling (2020) \| \| \| Wei Shi Chelsie Tan \| 17 de gener de 1990 \| \| \| \| Urška Žigart \| 4 de desembre de 1996 \| Alé BTC Ljubljana (2020) \| \| \| \| \| \| \| \| Font: ProCyclingStats \| \| \| \| |                        |                                      |  |
| Llista de l'equip 2023 |                        |                                      |  |
| Ciclista | Data de naixement      | Equip previ                          |  |
| Jessica Allen | 17 de abril de 1993    | High5 Dream Team (2016)              |  |
| Georgia Baker | 21 de setembre de 1994 | TIS Racing (2018)                    |  |
| Teniel Campbell | 23 de setembre de 1997 | Valcar-Travel & Service (2020)       |  |
| Kristen Faulkner | 18 de desembre de 1992 | Tibco-Silicon Valley Bank (2021)     |  |
| Ingvild Gåskjenn | 1 de juliol de 1998    | Coop-Hitec Products (2022)           |  |
| Georgie Howe | 3 de març de 1994      |                                      |  |
| Nina Kessler | 4 de juliol de 1988    | Tibco-Silicon Valley Bank (2021)     |  |
| Alexandra Manly | 28 de febrer de 1996   |                                      |  |
| Amber Pate | 21 de abril de 1995    |                                      |  |
| Letizia Paternoster | 22 de juliol de 1999   | Trek-Segafredo (2022)                |  |
| Alyssa Polites | 2 de febrer de 2003    |                                      |  |
| Ruby Roseman-Gannon | 8 de novembre de 1998  | ARA-Pro Racing Sunshine Coast (2021) |  |
| Ane Santesteban González | 12 de desembre de 1990 | Ceratizit-WNT Pro Cycling (2020)     |  |
| Wei Shi Chelsie Tan | 17 de gener de 1990    |                                      |  |
| Urška Žigart | 4 de desembre de 1996  | Alé BTC Ljubljana (2020)             |  |
| |                        |                                      |  |
| Font: ProCyclingStats |                        |                                      |  |

| \| Llista de l'equip 2022 \| Llista de l'equip 2022 \| Llista de l'equip 2022 \| Llista de l'equip 2022 \| \| Ciclista \| Data de naixement \| Equip previ \| \| \| ------------------------ \| ---------------------- \| ------------------------------------ \| ---------------------- \| \| Jessica Allen \| 17 de abril de 1993 \| High5 Dream Team (2016) \| \| \| Georgia Baker \| 21 de setembre de 1994 \| TIS Racing (2018) \| \| \| Teniel Campbell \| 23 de setembre de 1997 \| Valcar-Travel & Service (2020) \| \| \| Kristen Faulkner \| 18 de desembre de 1992 \| Tibco-Silicon Valley Bank (2021) \| \| \| Arianna Fidanza \| 6 de gener de 1995 \| Lotto Soudal Ladies (2020) \| \| \| Nina Kessler \| 4 de juliol de 1988 \| Tibco-Silicon Valley Bank (2021) \| \| \| Alexandra Manly \| 28 de febrer de 1996 \| \| \| \| Ruby Roseman-Gannon \| 8 de novembre de 1998 \| ARA-Pro Racing Sunshine Coast (2021) \| \| \| Ane Santesteban González \| 12 de desembre de 1990 \| Ceratizit-WNT Pro Cycling (2020) \| \| \| Amanda Spratt \| 17 de setembre de 1987 \| \| \| \| Wei Shi Chelsie Tan \| 17 de gener de 1990 \| \| \| \| Georgia Williams \| 25 de agost de 1993 \| BePink (2016) \| \| \| Urška Žigart \| 4 de desembre de 1996 \| Alé BTC Ljubljana (2020) \| \| \| \| \| \| \| \| Font: ProCyclingStats \| \| \| \| |                        |                                      |  |
| Llista de l'equip 2022 |                        |                                      |  |
| Ciclista | Data de naixement      | Equip previ                          |  |
| Jessica Allen | 17 de abril de 1993    | High5 Dream Team (2016)              |  |
| Georgia Baker | 21 de setembre de 1994 | TIS Racing (2018)                    |  |
| Teniel Campbell | 23 de setembre de 1997 | Valcar-Travel & Service (2020)       |  |
| Kristen Faulkner | 18 de desembre de 1992 | Tibco-Silicon Valley Bank (2021)     |  |
| Arianna Fidanza | 6 de gener de 1995     | Lotto Soudal Ladies (2020)           |  |
| Nina Kessler | 4 de juliol de 1988    | Tibco-Silicon Valley Bank (2021)     |  |
| Alexandra Manly | 28 de febrer de 1996   |                                      |  |
| Ruby Roseman-Gannon | 8 de novembre de 1998  | ARA-Pro Racing Sunshine Coast (2021) |  |
| Ane Santesteban González | 12 de desembre de 1990 | Ceratizit-WNT Pro Cycling (2020)     |  |
| Amanda Spratt | 17 de setembre de 1987 |                                      |  |
| Wei Shi Chelsie Tan | 17 de gener de 1990    |                                      |  |
| Georgia Williams | 25 de agost de 1993    | BePink (2016)                        |  |
| Urška Žigart | 4 de desembre de 1996  | Alé BTC Ljubljana (2020)             |  |
| |                        |                                      |  |
| Font: ProCyclingStats |                        |                                      |  |

| \| Llista de l'equip 2021 \| Llista de l'equip 2021 \| Llista de l'equip 2021 \| Llista de l'equip 2021 \| \| Ciclista \| Data de naixement \| Equip previ \| \| \| ------------------------ \| ---------------------- \| ----------------------------------------- \| ---------------------- \| \| Jessica Allen \| 17 de abril de 1993 \| High5 Dream Team (2016) \| \| \| Grace Brown \| 7 de juliol de 1992 \| Wiggle High5 (2018) \| \| \| Teniel Campbell \| 23 de setembre de 1997 \| Valcar-Travel & Service (2020) \| \| \| Janneke Ensing \| 21 de setembre de 1986 \| WNT-Rotor Pro Cycling (2019) \| \| \| Arianna Fidanza \| 6 de gener de 1995 \| Lotto Soudal Ladies (2020) \| \| \| Lucy Kennedy \| 11 de juliol de 1988 \| High5 Dream Team (2017) \| \| \| Jessica Roberts \| 11 de abril de 1999 \| Breeze (2019) \| \| \| Sarah Roy \| 27 de febrer de 1986 \| Poitou-Charentes.Futuroscope.86 (2014) \| \| \| Ane Santesteban González \| 12 de desembre de 1990 \| Ceratizit-WNT Pro Cycling (2020) \| \| \| Amanda Spratt \| 17 de setembre de 1987 \| \| \| \| Moniek Tenniglo \| 2 de maig de 1988 \| FDJ-Nouvelle Aquitaine-Futuroscope (2018) \| \| \| Georgia Williams \| 25 de agost de 1993 \| BePink (2016) \| \| \| Urška Žigart \| 4 de desembre de 1996 \| Alé BTC Ljubljana (2020) \| \| \| \| \| \| \| \| Font: ProCyclingStats \| \| \| \| |                        |                                           |  |
| Llista de l'equip 2021 |                        |                                           |  |
| Ciclista | Data de naixement      | Equip previ                               |  |
| Jessica Allen | 17 de abril de 1993    | High5 Dream Team (2016)                   |  |
| Grace Brown | 7 de juliol de 1992    | Wiggle High5 (2018)                       |  |
| Teniel Campbell | 23 de setembre de 1997 | Valcar-Travel & Service (2020)            |  |
| Janneke Ensing | 21 de setembre de 1986 | WNT-Rotor Pro Cycling (2019)              |  |
| Arianna Fidanza | 6 de gener de 1995     | Lotto Soudal Ladies (2020)                |  |
| Lucy Kennedy | 11 de juliol de 1988   | High5 Dream Team (2017)                   |  |
| Jessica Roberts | 11 de abril de 1999    | Breeze (2019)                             |  |
| Sarah Roy | 27 de febrer de 1986   | Poitou-Charentes.Futuroscope.86 (2014)    |  |
| Ane Santesteban González | 12 de desembre de 1990 | Ceratizit-WNT Pro Cycling (2020)          |  |
| Amanda Spratt | 17 de setembre de 1987 |                                           |  |
| Moniek Tenniglo | 2 de maig de 1988      | FDJ-Nouvelle Aquitaine-Futuroscope (2018) |  |
| Georgia Williams | 25 de agost de 1993    | BePink (2016)                             |  |
| Urška Žigart | 4 de desembre de 1996  | Alé BTC Ljubljana (2020)                  |  |
| |                        |                                           |  |
| Font: ProCyclingStats |                        |                                           |  |

| \| Llista de l'equip 2020 \| Llista de l'equip 2020 \| Llista de l'equip 2020 \| Llista de l'equip 2020 \| \| Ciclista \| Data de naixement \| Equip previ \| \| \| ---------------------- \| ---------------------- \| ----------------------------------------- \| ---------------------- \| \| Jessica Allen \| 17 de abril de 1993 \| High5 Dream Team (2016) \| \| \| Grace Brown \| 7 de juliol de 1992 \| Wiggle High5 (2018) \| \| \| Gracie Elvin \| 31 de octubre de 1988 \| Faren-Honda (2012) \| \| \| Janneke Ensing \| 21 de setembre de 1986 \| WNT-Rotor Pro Cycling (2019) \| \| \| Lucy Kennedy \| 11 de juliol de 1988 \| High5 Dream Team (2017) \| \| \| Jessica Roberts \| 11 de abril de 1999 \| Breeze (2019) \| \| \| Sarah Roy \| 27 de febrer de 1986 \| Poitou-Charentes.Futuroscope.86 (2014) \| \| \| Amanda Spratt \| 17 de setembre de 1987 \| \| \| \| Moniek Tenniglo \| 2 de maig de 1988 \| FDJ-Nouvelle Aquitaine-Futuroscope (2018) \| \| \| Annemiek van Vleuten \| 8 de octubre de 1982 \| Bigla (2015) \| \| \| Georgia Williams \| 25 de agost de 1993 \| BePink (2016) \| \| \| \| \| \| \| \| Font: UCI \| \| \| \| |                        |                                           |  |
| Llista de l'equip 2020 |                        |                                           |  |
| Ciclista | Data de naixement      | Equip previ                               |  |
| Jessica Allen | 17 de abril de 1993    | High5 Dream Team (2016)                   |  |
| Grace Brown | 7 de juliol de 1992    | Wiggle High5 (2018)                       |  |
| Gracie Elvin | 31 de octubre de 1988  | Faren-Honda (2012)                        |  |
| Janneke Ensing | 21 de setembre de 1986 | WNT-Rotor Pro Cycling (2019)              |  |
| Lucy Kennedy | 11 de juliol de 1988   | High5 Dream Team (2017)                   |  |
| Jessica Roberts | 11 de abril de 1999    | Breeze (2019)                             |  |
| Sarah Roy | 27 de febrer de 1986   | Poitou-Charentes.Futuroscope.86 (2014)    |  |
| Amanda Spratt | 17 de setembre de 1987 |                                           |  |
| Moniek Tenniglo | 2 de maig de 1988      | FDJ-Nouvelle Aquitaine-Futuroscope (2018) |  |
| Annemiek van Vleuten | 8 de octubre de 1982   | Bigla (2015)                              |  |
| Georgia Williams | 25 de agost de 1993    | BePink (2016)                             |  |
| |                        |                                           |  |
| Font: UCI |                        |                                           |  |

| \| Llista de l'equip 2019 \| Llista de l'equip 2019 \| Llista de l'equip 2019 \| Llista de l'equip 2019 \| \| Ciclista \| Data de naixement \| Equip previ \| \| \| ---------------------- \| ---------------------- \| ----------------------------------------- \| ---------------------- \| \| Jessica Allen \| 17 de abril de 1993 \| High5 Dream Team (2016) \| \| \| Grace Brown \| 7 de juliol de 1992 \| Wiggle High5 (2018) \| \| \| Gracie Elvin \| 31 de octubre de 1988 \| Faren-Honda (2012) \| \| \| Lucy Kennedy \| 11 de juliol de 1988 \| High5 Dream Team (2017) \| \| \| Alexandra Manly \| 28 de febrer de 1996 \| \| \| \| Sarah Roy \| 27 de febrer de 1986 \| Poitou-Charentes.Futuroscope.86 (2014) \| \| \| Amanda Spratt \| 17 de setembre de 1987 \| \| \| \| Moniek Tenniglo \| 2 de maig de 1988 \| FDJ-Nouvelle Aquitaine-Futuroscope (2018) \| \| \| Annemiek van Vleuten \| 8 de octubre de 1982 \| Bigla (2015) \| \| \| Georgia Williams \| 25 de agost de 1993 \| BePink (2016) \| \| \| \| \| \| \| \| Font: ProCyclingStats \| \| \| \| |                        |                                           |  |
| Llista de l'equip 2019 |                        |                                           |  |
| Ciclista | Data de naixement      | Equip previ                               |  |
| Jessica Allen | 17 de abril de 1993    | High5 Dream Team (2016)                   |  |
| Grace Brown | 7 de juliol de 1992    | Wiggle High5 (2018)                       |  |
| Gracie Elvin | 31 de octubre de 1988  | Faren-Honda (2012)                        |  |
| Lucy Kennedy | 11 de juliol de 1988   | High5 Dream Team (2017)                   |  |
| Alexandra Manly | 28 de febrer de 1996   |                                           |  |
| Sarah Roy | 27 de febrer de 1986   | Poitou-Charentes.Futuroscope.86 (2014)    |  |
| Amanda Spratt | 17 de setembre de 1987 |                                           |  |
| Moniek Tenniglo | 2 de maig de 1988      | FDJ-Nouvelle Aquitaine-Futuroscope (2018) |  |
| Annemiek van Vleuten | 8 de octubre de 1982   | Bigla (2015)                              |  |
| Georgia Williams | 25 de agost de 1993    | BePink (2016)                             |  |
| |                        |                                           |  |
| Font: ProCyclingStats |                        |                                           |  |

| \| Llista de l'equip 2018 \| Llista de l'equip 2018 \| Llista de l'equip 2018 \| Llista de l'equip 2018 \| \| Ciclista \| Data de naixement \| Equip previ \| \| \| ---------------------- \| ---------------------- \| -------------------------------------- \| ---------------------- \| \| Jessica Allen \| 17 de abril de 1993 \| High5 Dream Team (2016) \| \| \| Jenelle Crooks \| 2 de juliol de 1994 \| \| \| \| Jolien D'Hoore \| 14 de març de 1990 \| Wiggle High5 (2017) \| \| \| Gracie Elvin \| 31 de octubre de 1988 \| Faren-Honda (2012) \| \| \| Lucy Kennedy \| 11 de juliol de 1988 \| High5 Dream Team (2017) \| \| \| Alexandra Manly \| 28 de febrer de 1996 \| \| \| \| Sarah Roy \| 27 de febrer de 1986 \| Poitou-Charentes.Futuroscope.86 (2014) \| \| \| Amanda Spratt \| 17 de setembre de 1987 \| \| \| \| Annemiek van Vleuten \| 8 de octubre de 1982 \| Bigla (2015) \| \| \| Georgia Williams \| 25 de agost de 1993 \| BePink (2016) \| \| \| \| \| \| \| \| Font: UCI \| \| \| \| |                        |                                        |  |
| Llista de l'equip 2018 |                        |                                        |  |
| Ciclista | Data de naixement      | Equip previ                            |  |
| Jessica Allen | 17 de abril de 1993    | High5 Dream Team (2016)                |  |
| Jenelle Crooks | 2 de juliol de 1994    |                                        |  |
| Jolien D'Hoore | 14 de març de 1990     | Wiggle High5 (2017)                    |  |
| Gracie Elvin | 31 de octubre de 1988  | Faren-Honda (2012)                     |  |
| Lucy Kennedy | 11 de juliol de 1988   | High5 Dream Team (2017)                |  |
| Alexandra Manly | 28 de febrer de 1996   |                                        |  |
| Sarah Roy | 27 de febrer de 1986   | Poitou-Charentes.Futuroscope.86 (2014) |  |
| Amanda Spratt | 17 de setembre de 1987 |                                        |  |
| Annemiek van Vleuten | 8 de octubre de 1982   | Bigla (2015)                           |  |
| Georgia Williams | 25 de agost de 1993    | BePink (2016)                          |  |
| |                        |                                        |  |
| Font: UCI |                        |                                        |  |

| \| Llista de l'equip 2017 \| Llista de l'equip 2017 \| Llista de l'equip 2017 \| Llista de l'equip 2017 \| \| Ciclista \| Data de naixement \| Equip previ \| \| \| ------------------------------------- \| ---------------------- \| -------------------------------------- \| ---------------------- \| \| Jessica Allen \| 17 de abril de 1993 \| High5 Dream Team (2016) \| \| \| Georgia Baker \| 21 de setembre de 1994 \| \| \| \| Jenelle Crooks \| 2 de juliol de 1994 \| \| \| \| Gracie Elvin \| 31 de octubre de 1988 \| Faren-Honda (2012) \| \| \| Katrin Garfoot \| 8 de octubre de 1981 \| \| \| \| Alexandra Manly \| 28 de febrer de 1996 \| \| \| \| Rachel Neylan \| 9 de març de 1982 \| Hitec Products UCK (2013) \| \| \| Loren Rowney (1 de gen–30 de gen) \| 14 de octubre de 1988 \| Velocio-SRAM (2015) \| \| \| Sarah Roy \| 27 de febrer de 1986 \| Poitou-Charentes.Futuroscope.86 (2014) \| \| \| Amanda Spratt \| 17 de setembre de 1987 \| \| \| \| Annemiek van Vleuten \| 8 de octubre de 1982 \| Bigla (2015) \| \| \| Georgia Williams (3 de feb–31 de des) \| 25 de agost de 1993 \| BePink (2016) \| \| \| \| \| \| \| \| Font: Cycling Archives \| \| \| \| |                        |                                        |  |
| Llista de l'equip 2017 |                        |                                        |  |
| Ciclista | Data de naixement      | Equip previ                            |  |
| Jessica Allen | 17 de abril de 1993    | High5 Dream Team (2016)                |  |
| Georgia Baker | 21 de setembre de 1994 |                                        |  |
| Jenelle Crooks | 2 de juliol de 1994    |                                        |  |
| Gracie Elvin | 31 de octubre de 1988  | Faren-Honda (2012)                     |  |
| Katrin Garfoot | 8 de octubre de 1981   |                                        |  |
| Alexandra Manly | 28 de febrer de 1996   |                                        |  |
| Rachel Neylan | 9 de març de 1982      | Hitec Products UCK (2013)              |  |
| Loren Rowney (1 de gen–30 de gen) | 14 de octubre de 1988  | Velocio-SRAM (2015)                    |  |
| Sarah Roy | 27 de febrer de 1986   | Poitou-Charentes.Futuroscope.86 (2014) |  |
| Amanda Spratt | 17 de setembre de 1987 |                                        |  |
| Annemiek van Vleuten | 8 de octubre de 1982   | Bigla (2015)                           |  |
| Georgia Williams (3 de feb–31 de des) | 25 de agost de 1993    | BePink (2016)                          |  |
| |                        |                                        |  |
| Font: Cycling Archives |                        |                                        |  |

| \| Llista de l'equip 2016 \| Llista de l'equip 2016 \| Llista de l'equip 2016 \| Llista de l'equip 2016 \| \| Ciclista \| Data de naixement \| Equip previ \| \| \| ------------------------------------- \| ---------------------- \| -------------------------------------- \| ---------------------- \| \| Jessica Allen (24 de juny–31 de des) \| 17 de abril de 1993 \| Vienne Futuroscope (2013) \| \| \| Jenelle Crooks (24 de juny–31 de des) \| 2 de juliol de 1994 \| \| \| \| Gracie Elvin \| 31 de octubre de 1988 \| Faren-Honda (2012) \| \| \| Katrin Garfoot \| 8 de octubre de 1981 \| \| \| \| Alexandra Manly \| 28 de febrer de 1996 \| \| \| \| Chloe McConville \| 1 de octubre de 1987 \| \| \| \| Rachel Neylan \| 9 de març de 1982 \| Hitec Products UCK (2013) \| \| \| Loren Rowney \| 14 de octubre de 1988 \| Velocio-SRAM (2015) \| \| \| Sarah Roy \| 27 de febrer de 1986 \| Poitou-Charentes.Futuroscope.86 (2014) \| \| \| Amanda Spratt \| 17 de setembre de 1987 \| \| \| \| Macey Stewart \| 16 de gener de 1996 \| \| \| \| Annemiek van Vleuten \| 8 de octubre de 1982 \| Bigla (2015) \| \| \| Tayler Wiles \| 20 de juliol de 1989 \| Velocio-SRAM (2015) \| \| \| Lizzie Williams \| 15 de agost de 1983 \| \| \| \| \| \| \| \| \| Font: Cycling Archives \| \| \| \| |                        |                                        |  |
| Llista de l'equip 2016 |                        |                                        |  |
| Ciclista | Data de naixement      | Equip previ                            |  |
| Jessica Allen (24 de juny–31 de des) | 17 de abril de 1993    | Vienne Futuroscope (2013)              |  |
| Jenelle Crooks (24 de juny–31 de des) | 2 de juliol de 1994    |                                        |  |
| Gracie Elvin | 31 de octubre de 1988  | Faren-Honda (2012)                     |  |
| Katrin Garfoot | 8 de octubre de 1981   |                                        |  |
| Alexandra Manly | 28 de febrer de 1996   |                                        |  |
| Chloe McConville | 1 de octubre de 1987   |                                        |  |
| Rachel Neylan | 9 de març de 1982      | Hitec Products UCK (2013)              |  |
| Loren Rowney | 14 de octubre de 1988  | Velocio-SRAM (2015)                    |  |
| Sarah Roy | 27 de febrer de 1986   | Poitou-Charentes.Futuroscope.86 (2014) |  |
| Amanda Spratt | 17 de setembre de 1987 |                                        |  |
| Macey Stewart | 16 de gener de 1996    |                                        |  |
| Annemiek van Vleuten | 8 de octubre de 1982   | Bigla (2015)                           |  |
| Tayler Wiles | 20 de juliol de 1989   | Velocio-SRAM (2015)                    |  |
| Lizzie Williams | 15 de agost de 1983    |                                        |  |
| |                        |                                        |  |
| Font: Cycling Archives |                        |                                        |  |

| \| Llista de l'equip 2015 \| Llista de l'equip 2015 \| Llista de l'equip 2015 \| Llista de l'equip 2015 \| \| Ciclista \| Data de naixement \| Equip previ \| \| \| ----------------------------------- \| ---------------------- \| -------------------------------------- \| ---------------------- \| \| Gracie Elvin \| 31 de octubre de 1988 \| Faren-Honda (2012) \| \| \| Katrin Garfoot \| 8 de octubre de 1981 \| \| \| \| Loes Gunnewijk \| 27 de novembre de 1980 \| Nederland Bloeit (2011) \| \| \| Melissa Hoskins \| 24 de febrer de 1991 \| \| \| \| Emma Johansson \| 23 de setembre de 1983 \| Hitec Products-Mistral Home (2012) \| \| \| Alexandra Manly \| 28 de febrer de 1996 \| \| \| \| Chloe McConville \| 1 de octubre de 1987 \| \| \| \| Rachel Neylan (1 de març–31 de des) \| 9 de març de 1982 \| Hitec Products UCK (2013) \| \| \| Sarah Roy \| 27 de febrer de 1986 \| Poitou-Charentes.Futuroscope.86 (2014) \| \| \| Valentina Scandolara \| 1 de maig de 1990 \| MCipollini-Giordana (2013) \| \| \| Macey Stewart \| 16 de gener de 1996 \| \| \| \| Amanda Spratt \| 17 de setembre de 1987 \| \| \| \| Lizzie Williams \| 15 de agost de 1983 \| \| \| \| \| \| \| \| \| Font: Cycling Archives \| \| \| \| |                        |                                        |  |
| Llista de l'equip 2015 |                        |                                        |  |
| Ciclista | Data de naixement      | Equip previ                            |  |
| Gracie Elvin | 31 de octubre de 1988  | Faren-Honda (2012)                     |  |
| Katrin Garfoot | 8 de octubre de 1981   |                                        |  |
| Loes Gunnewijk | 27 de novembre de 1980 | Nederland Bloeit (2011)                |  |
| Melissa Hoskins | 24 de febrer de 1991   |                                        |  |
| Emma Johansson | 23 de setembre de 1983 | Hitec Products-Mistral Home (2012)     |  |
| Alexandra Manly | 28 de febrer de 1996   |                                        |  |
| Chloe McConville | 1 de octubre de 1987   |                                        |  |
| Rachel Neylan (1 de març–31 de des) | 9 de març de 1982      | Hitec Products UCK (2013)              |  |
| Sarah Roy | 27 de febrer de 1986   | Poitou-Charentes.Futuroscope.86 (2014) |  |
| Valentina Scandolara | 1 de maig de 1990      | MCipollini-Giordana (2013)             |  |
| Macey Stewart | 16 de gener de 1996    |                                        |  |
| Amanda Spratt | 17 de setembre de 1987 |                                        |  |
| Lizzie Williams | 15 de agost de 1983    |                                        |  |
| |                        |                                        |  |
| Font: Cycling Archives |                        |                                        |  |

| \| Llista de l'equip 2014 \| Llista de l'equip 2014 \| Llista de l'equip 2014 \| Llista de l'equip 2014 \| \| Ciclista \| Data de naixement \| Equip previ \| \| \| ------------------------------------- \| ---------------------- \| ---------------------------------- \| ---------------------- \| \| Annette Edmondson \| 12 de desembre de 1991 \| \| \| \| Gracie Elvin \| 31 de octubre de 1988 \| Faren-Honda (2012) \| \| \| Katrin Garfoot (17 de juny–31 de des) \| 8 de octubre de 1981 \| \| \| \| Shara Gillow \| 23 de desembre de 1987 \| Bizkaia-Durango (2011) \| \| \| Loes Gunnewijk \| 27 de novembre de 1980 \| Nederland Bloeit (2011) \| \| \| Melissa Hoskins \| 24 de febrer de 1991 \| \| \| \| Emma Johansson \| 23 de setembre de 1983 \| Hitec Products-Mistral Home (2012) \| \| \| Valentina Scandolara \| 1 de maig de 1990 \| MCipollini-Giordana (2013) \| \| \| Amanda Spratt \| 17 de setembre de 1987 \| \| \| \| Grace Sulzberger \| 18 de desembre de 1988 \| \| \| \| Carlee Taylor \| 15 de febrer de 1989 \| Lotto Belisol Ladies (2013) \| \| \| \| \| \| \| \| Font: Cycling Archives \| \| \| \| |                        |                                    |  |
| Llista de l'equip 2014 |                        |                                    |  |
| Ciclista | Data de naixement      | Equip previ                        |  |
| Annette Edmondson | 12 de desembre de 1991 |                                    |  |
| Gracie Elvin | 31 de octubre de 1988  | Faren-Honda (2012)                 |  |
| Katrin Garfoot (17 de juny–31 de des) | 8 de octubre de 1981   |                                    |  |
| Shara Gillow | 23 de desembre de 1987 | Bizkaia-Durango (2011)             |  |
| Loes Gunnewijk | 27 de novembre de 1980 | Nederland Bloeit (2011)            |  |
| Melissa Hoskins | 24 de febrer de 1991   |                                    |  |
| Emma Johansson | 23 de setembre de 1983 | Hitec Products-Mistral Home (2012) |  |
| Valentina Scandolara | 1 de maig de 1990      | MCipollini-Giordana (2013)         |  |
| Amanda Spratt | 17 de setembre de 1987 |                                    |  |
| Grace Sulzberger | 18 de desembre de 1988 |                                    |  |
| Carlee Taylor | 15 de febrer de 1989   | Lotto Belisol Ladies (2013)        |  |
| |                        |                                    |  |
| Font: Cycling Archives |                        |                                    |  |

| \| Llista de l'equip 2013 \| Llista de l'equip 2013 \| Llista de l'equip 2013 \| Llista de l'equip 2013 \| \| Ciclista \| Data de naixement \| Equip previ \| \| \| ---------------------- \| ---------------------- \| ---------------------------------- \| ---------------------- \| \| Tiffany Cromwell \| 6 de juliol de 1988 \| Hitec Products-UCK (2011) \| \| \| Annette Edmondson \| 12 de desembre de 1991 \| \| \| \| Gracie Elvin \| 31 de octubre de 1988 \| Faren-Honda (2012) \| \| \| Shara Gillow \| 23 de desembre de 1987 \| Bizkaia-Durango (2011) \| \| \| Loes Gunnewijk \| 27 de novembre de 1980 \| Nederland Bloeit (2011) \| \| \| Melissa Hoskins \| 24 de febrer de 1991 \| \| \| \| Emma Johansson \| 23 de setembre de 1983 \| Hitec Products-Mistral Home (2012) \| \| \| Amanda Spratt \| 17 de setembre de 1987 \| \| \| \| \| \| \| \| \| Font: Cycling Archives \| \| \| \| |                        |                                    |  |
| Llista de l'equip 2013 |                        |                                    |  |
| Ciclista | Data de naixement      | Equip previ                        |  |
| Tiffany Cromwell | 6 de juliol de 1988    | Hitec Products-UCK (2011)          |  |
| Annette Edmondson | 12 de desembre de 1991 |                                    |  |
| Gracie Elvin | 31 de octubre de 1988  | Faren-Honda (2012)                 |  |
| Shara Gillow | 23 de desembre de 1987 | Bizkaia-Durango (2011)             |  |
| Loes Gunnewijk | 27 de novembre de 1980 | Nederland Bloeit (2011)            |  |
| Melissa Hoskins | 24 de febrer de 1991   |                                    |  |
| Emma Johansson | 23 de setembre de 1983 | Hitec Products-Mistral Home (2012) |  |
| Amanda Spratt | 17 de setembre de 1987 |                                    |  |
| |                        |                                    |  |
| Font: Cycling Archives |                        |                                    |  |

| \| Llista de l'equip 2012 \| Llista de l'equip 2012 \| Llista de l'equip 2012 \| Llista de l'equip 2012 \| \| Ciclista \| Data de naixement \| Equip previ \| \| \| ---------------------- \| ---------------------- \| --------------------------- \| ---------------------- \| \| Judith Arndt \| 23 de juliol de 1976 \| HTC-Highroad Women (2011) \| \| \| Tiffany Cromwell \| 6 de juliol de 1988 \| Hitec Products-UCK (2011) \| \| \| Shara Gillow \| 23 de desembre de 1987 \| Bizkaia-Durango (2011) \| \| \| Loes Gunnewijk \| 27 de novembre de 1980 \| Nederland Bloeit (2011) \| \| \| Claudia Häusler \| 17 de novembre de 1985 \| Diadora-Pasta Zara (2011) \| \| \| Melissa Hoskins \| 24 de febrer de 1991 \| \| \| \| Alexis Rhodes \| 1 de desembre de 1984 \| Garmin-Cervélo (2011) \| \| \| Amanda Spratt \| 17 de setembre de 1987 \| \| \| \| Linda Villumsen \| 9 de abril de 1985 \| AA Drink-Leontien.nl (2011) \| \| \| \| \| \| \| \| Font: Cycling Archives \| \| \| \| |                        |                             |  |
| Llista de l'equip 2012 |                        |                             |  |
| Ciclista | Data de naixement      | Equip previ                 |  |
| Judith Arndt | 23 de juliol de 1976   | HTC-Highroad Women (2011)   |  |
| Tiffany Cromwell | 6 de juliol de 1988    | Hitec Products-UCK (2011)   |  |
| Shara Gillow | 23 de desembre de 1987 | Bizkaia-Durango (2011)      |  |
| Loes Gunnewijk | 27 de novembre de 1980 | Nederland Bloeit (2011)     |  |
| Claudia Häusler | 17 de novembre de 1985 | Diadora-Pasta Zara (2011)   |  |
| Melissa Hoskins | 24 de febrer de 1991   |                             |  |
| Alexis Rhodes | 1 de desembre de 1984  | Garmin-Cervélo (2011)       |  |
| Amanda Spratt | 17 de setembre de 1987 |                             |  |
| Linda Villumsen | 9 de abril de 1985     | AA Drink-Leontien.nl (2011) |  |
| |                        |                             |  |
| Font: Cycling Archives |                        |                             |  |